# Arnaud Beltrame
Arnaud Beltrame (Étampes, 1973. április 18. – Carcassonne, 2018. március 24.) francia katona és csendőrtiszt. Úgy adta életét szolgálata teljesítésében, hogy nemzeti hős és egyben vallások közötti példakép is lett a 2018-as trèbes-i terrortámadás  során, akit Emmanuel Macron francia államfő posztumusz ezredessé léptetett elő. A hőstettért a legmagasabb francia kitüntetést, a Francia Köztársaság Becsületrendjét is megkapta.

## Élete
1973. április 18-án született Étampes-ban. Katonai középiskolában tanult Saint-Cyr-l’École-ban, majd tüzériskolát végzett 1995-ben. Katonaként mint tartalékos tüzértiszt szolgált a 35. Légelhárító Tüzérezrednél, majd a 8. Tüzérezrednél. 1999-től 2001-ig az Egyesített Tiszti Iskolát (École Militaire Interarmes ) végezte el, hogy hivatásos tiszt lehessen.
2001-től a francia nemzeti csendőrség kötelékébe lépett és Melunban elvégezte a csendőrtiszti iskolát. Kezdetben a készenléti csendőrség állományában teljesített szolgálatot. 2003-ban átkerült a csendőrség különleges beavatkozó századához. 2005-ben Irakban is szolgált, majd a köztársasági gárdához helyezték át. 2006–2010 között az Élysée-palota őrzésével foglalkozott. 2010-ben kinevezték Avranches csendőrparancsnokának. 2014-től az Ökológiai Minisztériumban törzstiszti feladatokat látott el és 2015–16-ban egyetemi szintű üzleti tanulmányokat folytatott Párizsban (Institut supérieur du commerce de Paris ). 2017 augusztusában kinevezték Carcassonne csendőrparancsnok-helyettesévé.
A 2018-as trèbes-i terrortámadás során egy marokkói születésű francia állampolgár iszlamista jelszavakat kiabálva fegyveres ámokfutást rendezett és végül egy bevásárlóközpontban túszokat ejtett. Beltrame csendőr alezredes vezette a túszok kiszabadítására irányuló csendőri beavatkozást. Sikerült elérnie, hogy a terrorista szabadon engedje a nyolc fogságba esett embert, cserébe önmagát ajánlva fel túszul. A túszcsere után telefonjával jelt adott a speciális erőknek, hogy kezdhetik akciójukat, melynek során ugyan agyonlőtték az elkövetőt, de a csendőr alezredes is súlyosan megsebesült, valamint a speciális alakulat egyik tagja is lövést kapott. Beltrame a kórházba szállítása után nem sokkal elhunyt. A Trèbes-ben zajlott terrortámadásnak végül öt halottja (beleértve az elkövetőt is) és tizenöt sebesültje volt.
A terrortámadás során tanúsított hősiességéért Emmanuel Macron francia államfő posztumusz ezredessé léptette elő és a legmagasabb francia kitüntetést, a Francia Köztársaság Becsületrendjét adományozta számára.

### Magánélete
Nem vallásos családba született, de 33 éves korában bűnbánatot gyakorolt, megtért és a római katolikus egyház tagja lett. 2016 augusztusában kötött polgári házasságot Marielle Vandenbunderrel. Feleségével 2018 júniusában tartották volna meg az egyházi esküvőt.